# Публікація (фільм)
«Публікація» — радянський художній фільм 1988 року, знятий режисером Віктором Волковим на Кіностудії ім. М. Горького.

## Сюжет
У школі сталася надзвичайна подія. Стара заслужена вчителька із серцевим нападом потрапила до лікарні після того, як у газеті було опубліковано статтю, в якій проти неї було висунуто несправедливі звинувачення. А коли у десятому класі з'явилася нова вчителька, один із учнів вирішив відновити справедливість.

## У ролях
- Людмила Ариніна — Віра Семенівна, директор школи
- Лариса Шахворостова — Ірина Олександрівна, класний керівник, учитель літератури
- Владислав Дашевський — Сергій Максимов (Макс)
- Микита Гур'єв — Гліб Стеблов
- Ольга Куроєдова — Оля Березіна
- Катерина Парфьонова — Марина Бєлякова
- Ян Пузиревський — Вадим Руднєв
- Григорій Марченок — Петя Бурцев
- Тетяна Ульянкіна — Оксана Шевченко
- Людмила Долгорукова — завуч
- Катерина Вороніна — мати Марини
- Євген Марков — Олександр Вікентійович, вчитель
- Галина Булкіна — мати Ольги Березіної
- Вікторія Зіменкова — дівчина
- Вадим Вільський — дворовий забулдига
- Лілія Захарова — епізод
- Павло Нікітін — епізод
- Всеволод Поліщук — епізод
- Катерина Урманчеєва — епізод
- Юрій Шевчук — автор та виконавець пісні «Час»
- Т. Алтухова — десятикласниця
- Є. Астрахова — десятикласниця
- Є. Владимирова — десятикласниця
- Є. Газаєва — десятикласниця
- Н. Комова — десятикласниця
- К. Ларіонов — десятикласник
- В. Петров — десятикласник
- В. Пєшкова — десятикласниця
- Олексій Дайнеко — Рогозін, десятикласник
- Ю. Рогова — десятикласниця
- С. Філюшина — десятикласниця
- Є. Чернявцева — десятикласниця
- Є. Гогітідзе — епізод
- Расім Ісмайлов — епізод
- П. Каширін — епізод
- Ю. Керенцев — епізод
- І. Ковтун — епізод
- Маріанна Кузнецова — епізод
- Сергій Пєнкін — епізод
- А. Радзішевський — епізод
- Н. Салтикова — епізод
- В. Сариков — епізод
- А. Сігальчик — епізод
- О. Соломіна — епізод
- І. Тагільцева — епізод
- Р. Тимофєєва — епізод
- Микола Фірсов — епізод
- Є. Шеленкова — епізод
- Олексій Герулайтіс — танцюрист
- Артур Ігнатов — танцюрист
- Ілля Клименков — епізод
- Павло Остроухов — «політик»

## Знімальна група
- Режисер — Віктор Волков
- Сценарист — Юрій Коротков
- Оператор — Олександр Мачільський
- Композитор — Володимир Давиденко
- Художник — Олена Єлісєєва-Сусєкова